# Desa Kutajaya (administrativ by i Indonesien, lat -6,76, long 106,79)
Desa Kutajaya är en administrativ by i Indonesien.   Den ligger i provinsen Jawa Barat, i den västra delen av landet, 60 km söder om huvudstaden Jakarta.